# Pesti Éter
A Pesti Éter az internet megjelenése utáni években működött, a hazai és külföldi médiával, különösen rádiózással foglalkozó nonprofit alapon működő online hírlevél, "a magyar médiavilág folyóirata", "internet folyóirat arról, ami az éterben történik", mely műfajában az elsőnek tekinthető. Első száma 1996-ban jelent meg. Virtuális oldalain a hazai rádiók és tévék életét követte nyomon, de kitekintett a magyar nyelvű külföldi elektronikus médiumokra is. 1999-ben saját évkönyve is megjelent, Magyar Éter címmel. Szerkesztői Hargitai Henrik és Bratkó József voltak. Híreiket részben saját "éteri füleseik" útján szerezték be, részben olvasóiktól kapták. A hírlevél aktivitása részben e-mailek, részben a Usenet rec.radio.broadcasting hírcsoportja segítségével folyt.
2000 környékén beleolvadt a Hullámvadász portálba, mely 1998-ban az Internetto szerkesztősége által Rulez (kiváló) díjat kapott. Nem sokkal később a Hullámvadász az Antenna Hungária tulajdonába kerül, ahol más szerkesztőkkel, de hasonló tematikával azóta is folytatja működését.